# HMS Tireless (S88)
El HMS Tireless (S88) fue un submarino nuclear británico de la clase Trafalgar, y el segundo buque de la Marina Real Británica en llevar este nombre. Fue botado en marzo de 1984, "amadrinado" por Sue Squires, esposa del almirante «Tubby» Squires, y comisionado en octubre de 1985.
Durante los siguientes seis años, el Tireless completó numerosos ejercicios y realizó múltiples visitas a puertos de todo el mundo, incluyendo un viaje al Ártico en 1991. A principios de 1996 fue sometido a una revisión completa, y no volvió al servicio hasta 1999. En junio de 2014 fue puesto fuera de servicio definitivamente.

## Historial operativo

### Fuga de refrigerante primario
El 12 de mayo de 2000, el Tireless sufrió una pérdida accidental de refrigerante en el reactor, por lo que atracó en el puerto de Gibraltar para lo que se esperaba que fuesen reparaciones menores de una grieta en una tubería de refrigerante. Sin embargo, la avería resultó ser mucho mayor de lo esperado, y el barco permaneció en Gibraltar hasta el 2 de mayo de 2001, generando una fuerte tensión diplomática entre España y el Reino Unido durante todo ese año. En ese año, el resto de los submarinos de la clase Trafalgar fueron inspeccionados para prevenir problemas similares al del Tireless.

### Colisión con iceberg
El 13 de mayo de 2003, mientras hacía ejercicio en el Ártico y viajaba a una profundidad de 60 metros, el Tireless chocó con un iceberg. No hubo advertencia previa de la colisión inminente del sonar pasivo u otros sensores a bordo. La proa del submarino se vio forzada a descender nueve grados y, posteriormente, el buque se liberó del iceberg a una profundidad de 78 metros. Se sufrieron algunos daños en la sección superior del barco. Antes del incidente, la Royal Navy no había realizado operaciones bajo el hielo desde 1996.
El 19 de abril de 2004, el submarino británico Tireless y el estadounidense USS Hampton realizaron un encuentro bajo las aguas del Océano Ártico, y ambos emergieron en el Polo Norte.
Ese mismo año, el Tireless regresó a Gibraltar entre el 9 y el 15 de julio, cuando realizó lo que el gobierno británico justificó como "escala técnica". El Reino Unido aseguró entonces al gobierno español que la visita no tenía nada que ver con las celebraciones del 300 aniversario de la toma de Gibraltar por parte de tropas angloholandesas en nombre del Archiduque Carlos durante la Guerra de Sucesión Española. Estas explicaciones no evitaron la fuerte tensión entre ambas naciones ni las protestas del gobierno español.

### Explosión de marzo de 2007
El 21 de marzo de 2007, dos miembros de la tripulación del Tireless murieron a causa de una explosión a bordo. Esta explosión fue causada al parecer por un generador químico de oxígeno, situado en la sección de proa del submarino. En ese momento, el submarino se encontraba sumergido en aguas del Polo Norte junto al submarino estadounidense USS Alexandria, y hubo de realizar una maniobra de emersión de emergencia a través de la corteza de hielo. Un tercer miembro de la tripulación sufrió heridas menos graves y fue trasladado en helicóptero a un hospital militar en la Base Aérea de Elmendorf, cerca de la ciudad de Anchorage, Alaska.
Según la Royal Navy, el accidente no afectó al reactor nuclear del buque, y éste recibió un daño superficial. Parte del ejercicio que en ese momento realizaba el submarino consistía en la medición del grosor del hielo polar mediante el uso del sónar.